# Alex Rühle

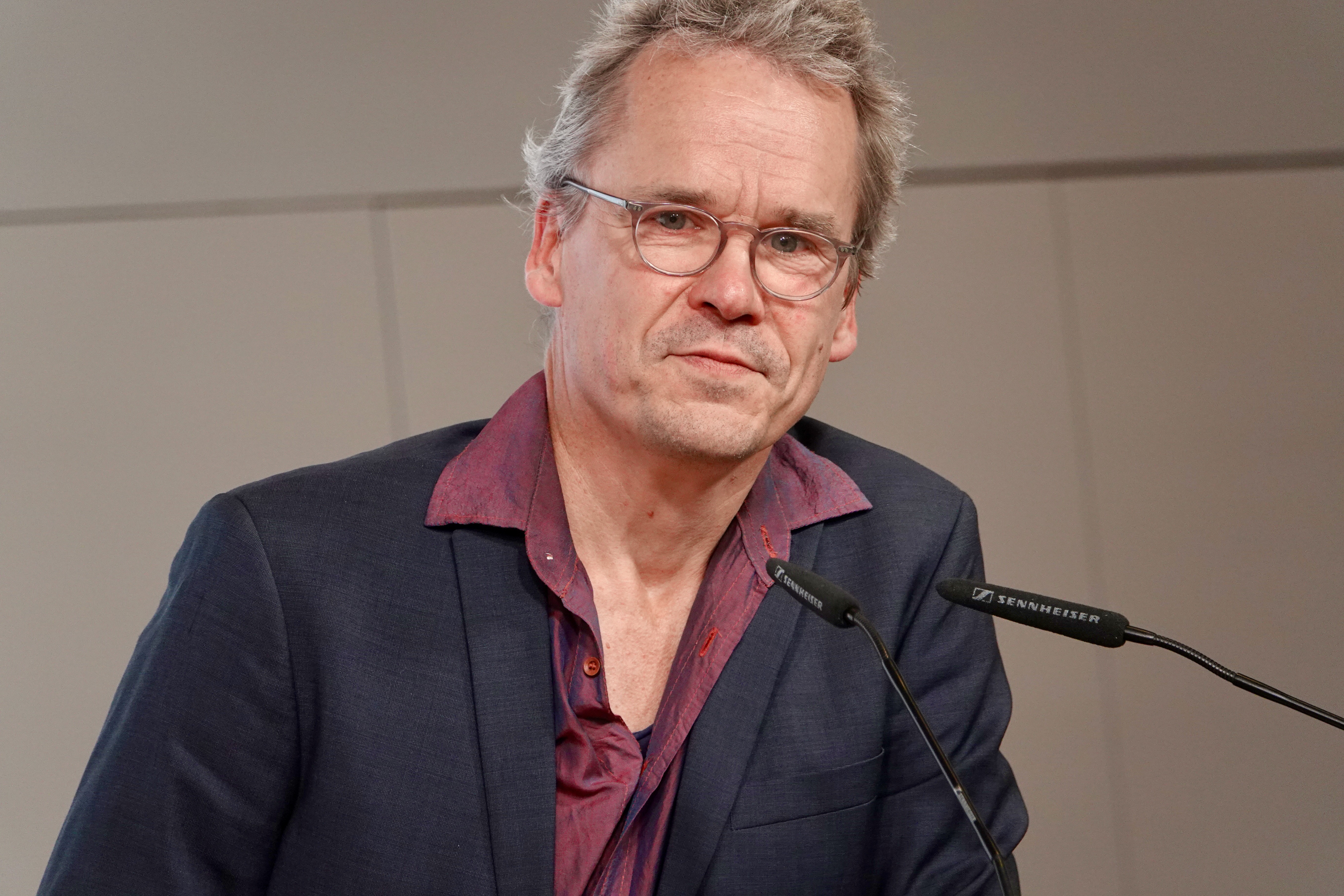
Alex Rühle beim Ernst-Hoferichter-Preis 2022

Alex Rühle (* 1969 in München) ist ein deutscher Journalist und Autor. Er ist seit 2001 Redakteur und seit dem Herbst 2022 Skandinavienkorrespondent der Süddeutschen Zeitung.

## Leben
Alex Rühle studierte Allgemeine und Vergleichende Literaturwissenschaft, sowie Französisch, Theologie und Philosophie in München, Berlin und Paris.
Bekanntheit als Buchautor erlangte Rühle durch seinen Selbstversuch, für ein halbes Jahr ohne Internet und Smartphone zu leben und zu arbeiten. Seine Erlebnisse dokumentierte er 2010 in dem Buch Ohne Netz.
Im Sommer 2012 initiierte er gemeinsam mit Christian Ganzer und Till Hofmann die „Goldgrund Immobilien Organisation“, einen fiktiven internationalen Premium-Bauträger in München. Auch das dazugehörige angebliche Luxusbauprojekt „L’Arche de Munich“ an der Münchner Freiheit und ein „Maklerbüro“ in der Galerie „Truk Tschechtarow“ in Schwabing erregten Aufmerksamkeit. Aus dieser Aktion entstand 2018 das Wohn- und Kulturzentrum Bellevue di Monaco.
2018 veröffentlichte Rühle sein erstes Kinderbuch Zippel, das wirklich wahre Schlossgespenst, im Sommer 2021 darauf den Folgeband Zippel – Ein Schlossgespenst auf Geisterfahrt. Sein drittes Kinderbuch Gigaguhl und das Riesen-Glück. erschien 2020. 2022 kam sein Buch Europa – wo bist du? heraus, in dem er eine Zugreise durch fast alle europäischen Länder verarbeitete.

## Bücher

### Sachbücher
- Ohne Netz – Mein halbes Jahr offline. Klett-Cotta, Stuttgart 2010, ISBN 978-3-608-94617-8.
- Als Herausgeber zusammen mit Sonja Zekri: Deutschland extrem – Reisen in eine unbekannte Republik. C.H. Beck, München 2004, ISBN 3-406-50976-2.
- Als Herausgeber: Megacitys – Die Zukunft der Städte. C.H. Beck, München 2008, ISBN 978-3-406-56806-0.
- Europa – wo bist du? Unterwegs in einem aufgewühlten Kontinent, dtv, München 2022, ISBN 978-3-423-28316-8.[6]

### Kinderbücher
- Zippel, das wirklich wahre Schlossgespenst. Illustriert von Axel Scheffler, dtv, München 2018, ISBN 978-3-423-76234-2.
- Traumspringer, dtv junior, München 2019, ISBN 978-3-423-76246-5.
- Gigaguhl und das Riesen-Glück. Illustriert vom Barbara Yelin, dtv junior, München 2020, ISBN 978-3-423-76286-1.
- Zippel – Ein Schlossgespenst auf Geisterfahrt. Illustriert von Axel Scheffler, dtv junior. München 2021, ISBN 978-3-423-76342-4.[7]
- Zippel macht Zirkus. Illustriert von Axel Scheffler, dtv, München 2023, ISBN 978-3-423-76466-7.

## Preise
- 2009: Deutsch-französischer Journalistenpreis
- 2019: Leipziger Lesekompass für Zippel, das wirklich wahre Schlossgespenst[8]
- 2022: Ernst-Hoferichter-Preis[9]